# Palazzo Incoronati
Palazzo Planca Incoronati, conhecido apenas como Palazzo Incoronati, é um palácio maneirista localizado no número 152 da Via di Monserrato, no rione Regola de Roma.

## História
Este palácio foi construído no início do século XVI para a família Incoronati de Planca, originária da Espanha e estabelecida em Roma desde o século anterior. Em 1569, o edifício passou a G. B. Doni, um clérigo da corte papal, depois para as famílias Sacripante e Luparini. O edifício se apresentava originalmente em dois pisos e uma lógia, mas esta última foi murada no século XIX para criar mais um piso habitável. A fachada em tijolos se abre num belo portal arquitravado de mármore encimado por um brasão dos Incoronati (um leão empinado e três faixas) e por uma varanda sustentada por mísulas.